# Gert-Martin Greuel

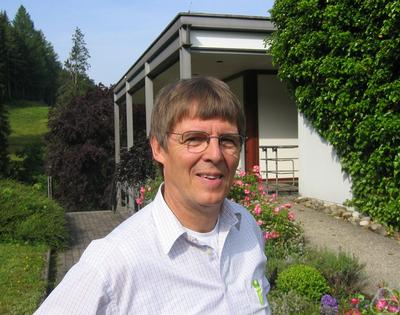
Gert-Martin Greuel in Oberwolfach, 2006

Gert-Martin Greuel (* 16. Oktober 1944 in Köslin) ist ein deutscher Mathematiker, der sich mit Computeralgebra, algebraischer Geometrie (Singularitätentheorie) und komplexer Analysis beschäftigt.

## Leben
Greuel studierte 1965 bis 1971 Mathematik und Physik an der Universität Göttingen und der ETH Zürich. 1971 machte er sein Diplom in Göttingen, war dann dort wissenschaftlicher Assistent und promovierte 1973 bei Egbert Brieskorn (Der Gauss-Manin-Zusammenhang isolierter Singularitäten von vollständigen Durchschnitten). Danach war er Assistent an der Universität Bonn, wo er sich 1980 habilitierte. Seit 1981 ist er Professor an der Technischen Universität Kaiserslautern, wo er seit 1993 das Zentrum für Computeralgebra leitet. Seine 2010 begonnene Seniorforschungsprofessur endete 2015.
Von 2002 bis 2013 war er als Nachfolger von Matthias Kreck Direktor des Mathematischen Forschungsinstituts Oberwolfach, von 2010 bis 2013 Vorsitzender der European Research Centres on Mathematics (ERCOM) und von 2013 bis 2015 Mitglied des Executive Committee der European Mathematical Society (EMS).
Greuel entwickelte mit Gerhard Pfister (ebenfalls Professor in Kaiserslautern) und anderen die Computeralgebrasystem Singular mit Anwendungen in der algebraischen Geometrie, speziell der Untersuchung von Singularitäten, einem Spezialgebiet seines Lehrers Brieskorn, auf dem auch Greuel arbeitete.
Im Jahr 2009 zeichnete die Leibniz Universität Hannover Greuel mit der Ehrendoktorwürde aus.
2011 wurde er zum Ehrenmitglied der Real Sociedad Matematica Espanola (RSME) ernannt.
2012 bis 2015 war Gert-Martin Greuel zudem Chefredakteur der  zbMATH-Datenbank (früher Zentralblatt für Mathematik).
2013 erhielt er den Medienpreis Mathematik (mit Andreas Matt) der  Deutschen Mathematiker-Vereinigung (DMV).

## Schriften
- mit  Reinhold Remmert, G. Rupprecht (Herausgeber.): Mathematik – Motor der Wirtschaft, Springer Verlag, 2008.
- mit Gerhard Pfister: A SINGULAR Introduction to Commutative Algebra, Springer Verlag 2002, 2. Auflage 2007.
- mit C. Lossen, E. Shustin: Introduction to Singularities and Deformations. Springer Verlag, 2006.
- mit C. Lossen, E. Shustin: Singular Algebraic Curves. With an Appendix by Oleg Viro. Springer Verlag, 2018.
- mit Ragnar-Olaf Buchweitz The Milnor Number and Deformations of Complex Curve Singularities, Inv. Math., 58, 1980, 241-281